# Piece Hall

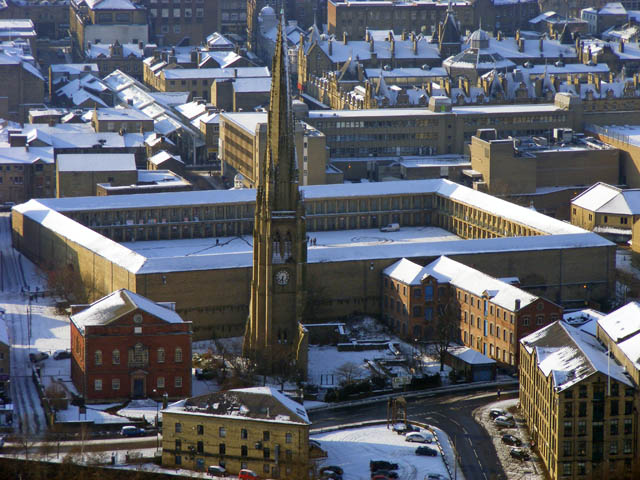
Blick auf die Piece Hall und die Square Chapel vom Beacon Hill.

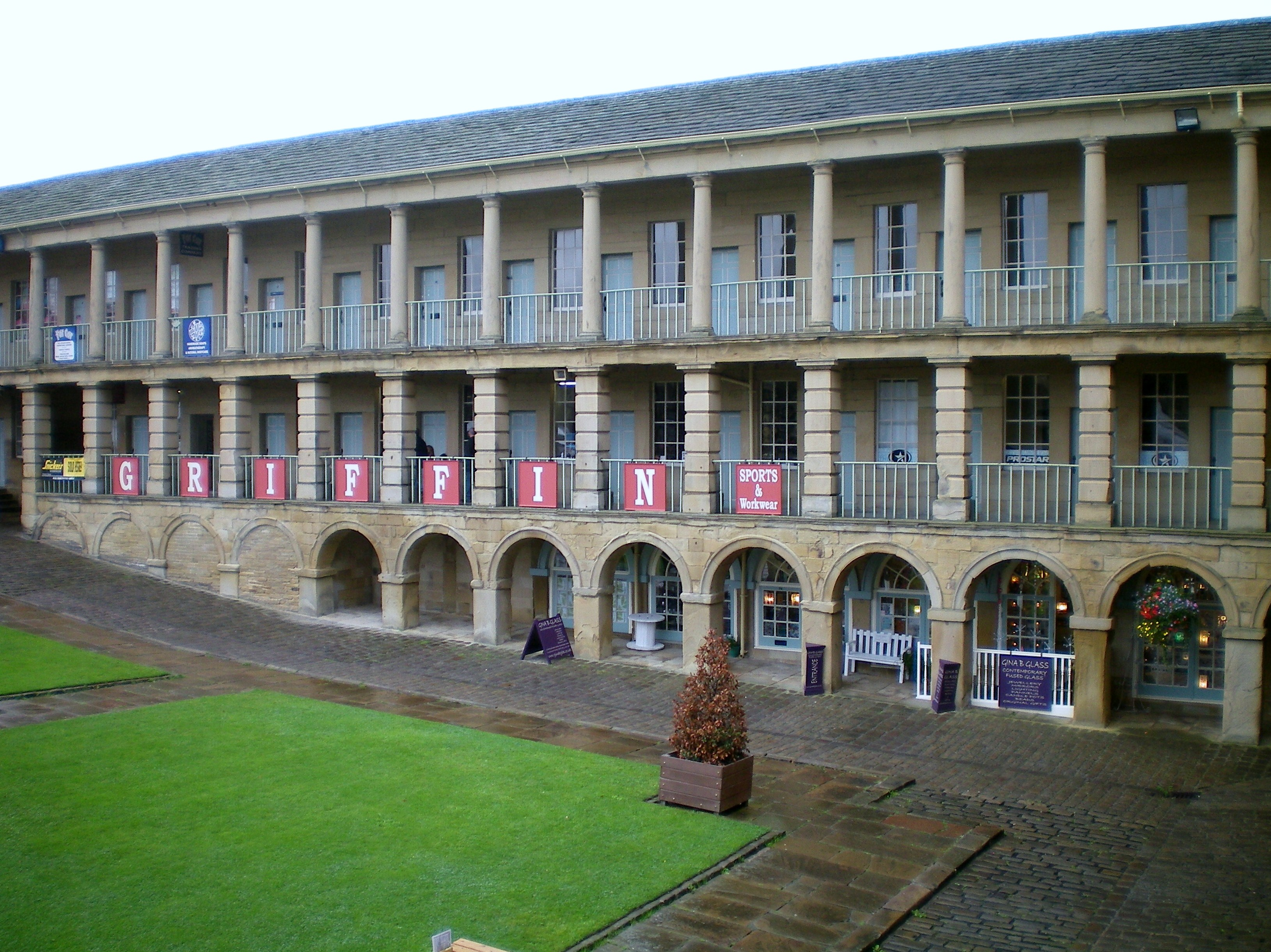
Der Innenhof der Piece Hall im Jahr 2009

Die Piece Hall ist eine ehemalige Tuchhalle in der Stadt Halifax in der nordenglischen Grafschaft West Yorkshire. Als herausragendes Beispiel georgianischer Architektur mit ihren an die Renaissance und den Klassizismus erinnernden Merkmalen gilt sie als ein Wahrzeichen der Stadt.
Die 1779 eröffnete Piece Hall war die größte und ist heute die einzig erhaltene von mehreren Tuchhallen im West Riding of Yorkshire, das vom Mittelalter bis ins frühe 19. Jahrhundert stark von der Textilindustrie geprägt war. Sie gilt als die weltweit einzige erhaltene georgianische Tuchhalle und als bedeutendster Profanbau von Yorkshire. Die Piece Hall wird von dem gemeinnützigen Piece Hall Trust verwaltet.
Nachdem die Piece Hall für ihren ursprünglichen Zweck nicht mehr benötigt wurde, wurde sie ab den 1860er Jahren über 100 Jahre lang für den Lebensmittelgroßhandel genutzt. Obwohl seit 1954 als Baudenkmal der höchsten Kategorie unter Denkmalschutz, stand die Piece Hall 1972 kurz vor dem Abriss, wurde aber nach einer Sanierung ab 1976 als Veranstaltungsort genutzt. Von 2014 bis 2017 wurde sie erneut saniert.
Heute befinden sich in dem Komplex verschiedene Einzelhandels- und Gastronomiebetriebe sowie eine Kunstgalerie und eine historische Ausstellung. Im Innenhof finden Konzerte und andere Veranstaltungen statt. In unmittelbar angrenzenden Gebäuden befinden sich das 1987 eröffnete Industriemuseum Calderdale Industrial Museum sowie die Stadtbibliothek und das Stadtarchiv von Halifax.

## Architektur
Die Anlage hat eine rechteckige Grundfläche mit einer Seitenlänge ca. 91 m (300 Fuß) bzw. 83 m (273 Fuß). Sie besteht aus vier zwei- bis dreistöckigen Gebäudeflügeln mit insgesamt 315 Räumen, die einen rechteckigen, 6130 m² (10 000 Quadratyard) großen Hof einschließen. Dieser weist ein deutliches Gefälle auf, das die unterschiedliche Zahl der Stockwerke der einzelnen Flügel bedingt. In der Mitte der Nord-, Süd- und Westflügel der Anlage befinden sich Tore, durch die man in den Hof gelangt. Die Außenwände sind fensterlos, an der Innenseite befinden sich an den Gebäudeflügeln auf den oberen Stockwerken Kolonnade und im Untergeschoss Arkaden. Aus dem Hof bietet sich ein Blick auf den Turm der benachbarten früheren Kirche Square Chapel, der mit der Piece Hall ein zusammenhängendes Ensemble bildet. Das Baumaterial ist überwiegend feinkörniger Sandstein, der aus der Umgebung beschafft wurde. Das Dach ist mit Schiefer gedeckt.

## Denkmalschutz
Die Piece Hall befindet sich seit dem 3. November 1954 in der höchsten Stufe (Grade I) der Denkmalliste National Heritage List for England (siehe Statutory List of Buildings of Special Architectural or Historic Interest), der nur 2,5 % aller denkmalgeschützten Gebäude im Vereinigten Königreich angehören. Für die Aufnahme in die Liste wurden folgende Gründe genannt:
- Historisches Interesse: Größe und die architektonische Wirkung sowie die Veranschaulichung des Reichtums von Halifax zur Zeit der Erbauung.
- Seltenheit: Es sind nur noch wenige Tuchhallen erhalten.
- Architektonisches Interesse: dramatische Gestaltung, Galerien und Innenhof mit besonderen Details, hohes Maß an handwerklichem Können und hohe Qualität der verwendeten Materialien.
- Architektonische Gestaltung: Grundriss des Innenhofs, Aufteilung in einzelne Räume, die eine vertrauliche Abwicklung der Geschäfte gewährleisten. Trotz der Zusammenlegung einiger Räume im Inneren ist das Gebäude äußerlich unverändert und „visuell lesbar“.

## Geschichte
Der Name des Gebäudes leitet sich von den „Stücken“ (engl. pieces) ab, die dort verkauft wurden. Ein piece war eine 30 Yards (27,432 m) lange Bahn aus Wollstoff, die auf einem Handwebstuhl hergestellt wurde.
Die früheste bekannte Erwähnung der damals geplanten Piece Hall stammt aus einem auf den 19. März 1774 datierten Flugblatt, das nicht erhalten ist. Es ist nur indirekt bekannt, da ein Mitglied der Stadtverwaltung es 1867 in einer Rede zitierte.
Das Gebäude sollte demnach zu dem Zweck errichtet werden, „die in dieser Stadt und ihrer Umgebung hergestellten Kammgarn- und Wollwaren zu lagern und zum Verkauf auszustellen“. Das Zusammenführen von Händlern und Käufern an einem zentralen Ort sollte für mehr Wettbewerb und somit einen effizienteren Markt sorgen und zudem Betrüger abschrecken.
Zunächst wurden dafür zwei Standorte vorgeschlagen: Der erste war Talbot Croft, das dem wohlhabenden Kaufmann John Caygill gehörte. Er befand sich in der Nähe der Straße Woolshops, deren Name sich bereits von den dort ansässigen Wollhändlern ableitete. Caygill besaß in der Umgebung auch das Gasthaus Talbot Inn und den Caygill Square. Der zweite vorgeschlagene Standort war Cross Field, wo 1948 schließlich ein Busbahnhof erbaut wurde. Die Entscheidung fiel schließlich für den Standort Talbot Hall, den die Stadt im September 1774 erwarb.
Über den Architekten der Piece Hall gibt es keine schriftlichen Quellen. Als wahrscheinlichster Kandidat gilt ein Bauingenieur namens Thomas Bradley aus Halifax; andere in diesem Zusammenhang genannte Namen sind Samuel und John Hope sowie John Carr.
Die Arbeiten an der Piece Hall begannen 1775. Am 1. Januar 1779 wurde sie feierlich eröffnet und nahm am folgenden Tag den Betrieb auf.
Wahrscheinlich war die Anlage zu diesem Zeitpunkt jedoch noch nicht vollständig; Quellen deuten darauf hin, dass die Westseite erst 1783 und das Tor darin zwischen 1785 und 1787 fertiggestellt wurde.

In Samuel Lewis’ Topographical Dictionary of England von 1831 wird die Piece Hall so beschrieben:
„Die Piece Hall wurde von den Herstellern errichtet und ist ein großes, viereckiges Gebäude aus Freestone mit einer Fläche von 10.000 Quadratyard, einem rustikalen Untergeschoss und zwei Obergeschossen, die mit zwei inneren Kolonnaden versehen sind, die als geräumige Gänge zu gewölbten Räumen führen, in denen unfertige Waren gelagert und jeden Samstag von 10 bis 12 Uhr zum Verkauf an die Händler ausgestellt wurden. Dieses Bauwerk, das mit einem Kostenaufwand von 12.000 Pfund fertiggestellt und am 1. Januar 1779 eröffnet wurde, vereint Eleganz, Komfort und Sicherheit. Es umfasst dreihundertfünfzehn separate Räume und ist feuerfest.“
Der eigentliche Handel mit Textilien fand (Stand Mitte des 19. Jahrhunderts) nur samstags von 10 Uhr bis 14:30 Uhr statt.
Im Zuge der industriellen Revolution wurden die in Heimarbeit tätigen Weber und kleinen Händler auch im Raum Halifax von größeren Betrieben verdrängt, die ihre Geschäfte direkt mit Kaufleuten und Exporteuren abwickelten, und die Piece Hall wurde zunehmend für andere Zwecke genutzt. 1824 hob der Ballonfahrer Charles Green aus dem Innenhof vor einer großen Menschenmenge mit einem Heißluftballon ab, damals noch eine Sensation.
Nach einem jahrelangen Niedergang erwarb die kommunale Halifax Corporation die Piece Hall zum 4. Oktober 1868 durch eine Schenkung von deren treuhänderischen Eigentümern, dem Piece Hall Committee, und wandelte sie in eine Großmarkthalle für Fisch, Wild, Obst und Gemüse um. Dabei wurden einige der kleinen Räume zu größeren Ladenlokalen zusammengelegt; es wurden Anbauten errichtet, Kellerräume geschaffen und das südliche, bis dahin nur von Fußgängern genutzte Tor erweitert, damit Fahrzeuge in den Innenhof fahren konnten. Über dem Eingang wurden Eisentore angebracht, die von George Smith von der Gießerei Sun Foundry in Glasgow für 120 Pfund geliefert wurden. Im Innenhof wurden Schuppen und Latrinen errichtet.
Vom Reform Act 1832 bis zur Einführung der geheimen Wahl durch den 1872 Ballot Act versammelten sich die wahlberechtigten Einwohner von Halifax in der Piece Hall zu Hustings, öffentlichen Veranstaltungen, bei denen ihre Parlamentsabgeordneten nominiert wurden.
In den 1920er Jahren setzte sich zunehmend die Ansicht durch, dass die Nutzung als Großmarkt der Bedeutung des Gebäudes nicht angemessen war. Ab 1928 setzte sich der örtliche Rotary Club dafür ein, den Großmarkt aufzulösen. In Leserbriefen an den Halifax Courier wurden u. a. die Umwandlung in ein Freibad, ein Wohnheim für Veteranen oder (vor dem Hintergrund der Weltwirtschaftskrise) billige Wohnungen für Arbeitslose vorgeschlagen. 1928 wurde die Piece Hall zwar als erste Gewerbeimmobilie im Vereinigten Königreich unter Denkmalschutz gestellt, ab 1954 sogar in der höchsten Kategorie, aber dennoch weiter für den Großmarkt genutzt.
Spätestens in den frühen 1970er Jahren hielt man die Piece Hall jedoch als ungeeignet für die Nutzung als Großmarkt. Die Händler verteilten sich auf andere Orte in der Stadt. Sogar ein Abriss des denkmalgeschützten Gebäudes wurde zeitweilig erwogen. 1972 beschloss der Bauausschuss des Calderdale Council (Rat der Verwaltungseinheit Metropolitan Borough Calderdale mit Sitz in Halifax), diesem zu empfehlen, keine Mittel für die Sanierung der Piece Hall mehr bei der Regierung zu beantragen. Aufgrund des persönlichen Einsatzes von Ratsmitglied Keith Ambler (1929–2015), dem Vorsitzenden des Bauausschusses, votierte der Council schließlich dagegen. Stattdessen wurde entschieden, das Gebäude zu erhalten, wieder öffentlich zugänglich und touristisch attraktiv zu machen. Dazu wurden die ab dem 19. Jahrhundert für den Bedarf des Großmarkts vorgenommenen An- und Umbauten entfernt, die Bausubstanz wurde restauriert und der Innenhof landschaftlich gestaltet. Außerdem wurden Wände aus den Räumen entfernt, um größere Räume für den Einzelhandel zu schaffen. An der Ostseite wurde eine Kombination aus Museum und Kunstgalerie eingerichtet, die bis 1998 existierte. Die neue Piece Hall wurde am 3. Juli 1976 eröffnet.
2010 erhielt die Verwaltung des Metropolitan Borough Calderdale mit Sitz in Halifax vom Heritage Lottery Fund eine Förderung für eine erneute Sanierung der Piece Hall, deren Kosten 19 Mio. Pfund Sterling (ca. 22,2 Mio. Euro) betrogen. Die Arbeiten begannen 2014, am 1. August 2017 wurde die Piece Hall wieder eröffnet.

## Nutzung des Innenhofs

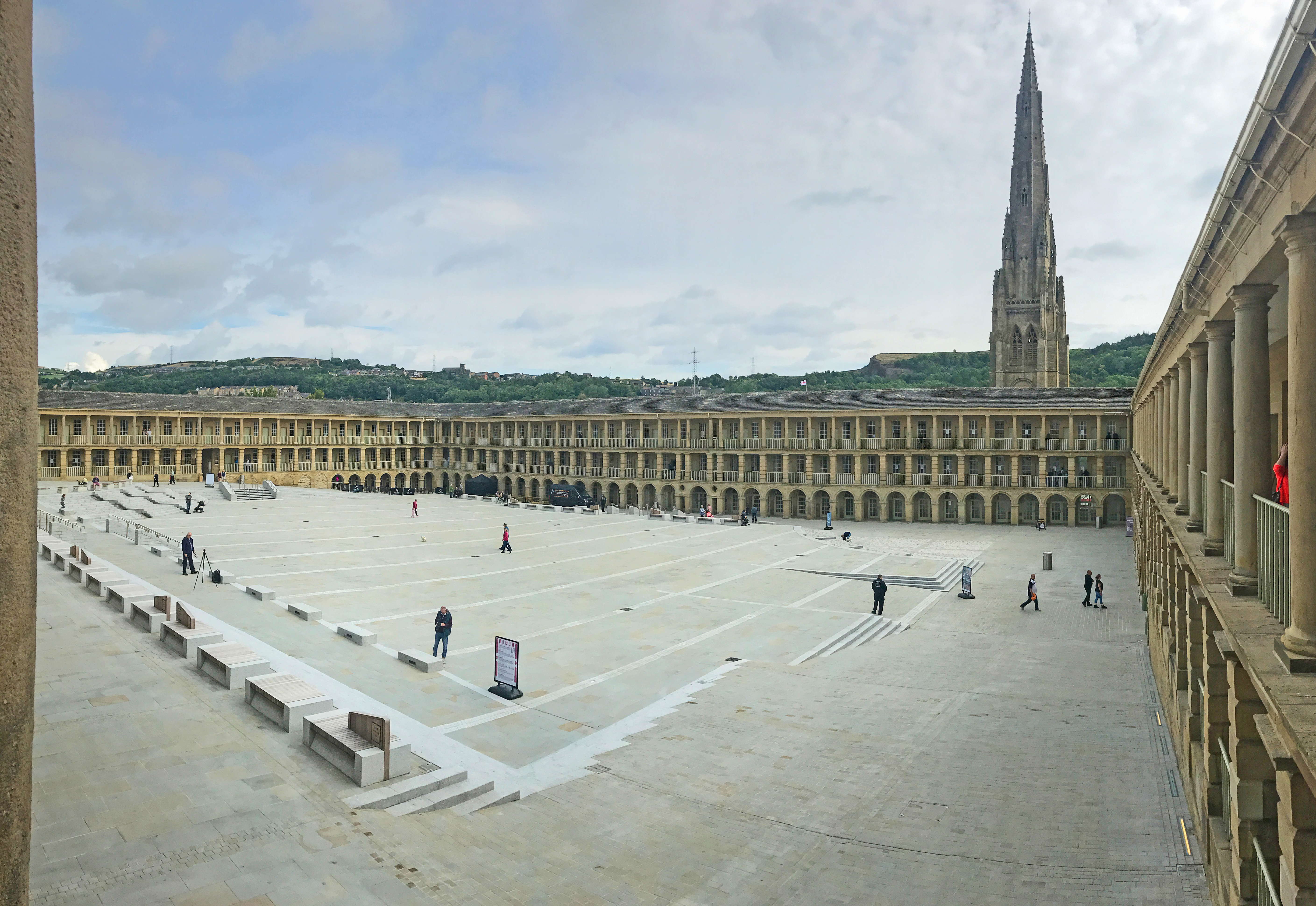
Ansicht des Innenhofs nach der Neueröffnung 2017

Der Innenhof wird für verschiedene Veranstaltungen, insbesondere Freiluftkonzerte genutzt. 2018 fand erstmals seit der letzten Sanierung wieder ein größeres Konzert in dem auf 7500 Zuschauer ausgelegten Innenhof statt, bei dem Father John Misty als Headliner auftrat. 2019 folgten u. a. Elbow und The Levellers, bevor der Veranstaltungsbetrieb aufgrund der COVID-19-Pandemie eingestellt wurde. Im September 2021 fanden u. a. Auftritte der Bands Manic Street Preachers, New Order, Shed Seven, The Specials, The Cribs und Kaiser Chiefs sowie von Richard Hawley und John Grant statt.

## DiePiece Hallim Film
Die Piece Hall gehörte zu den Drehorten des britischen Spielfilms Brassed Off (1996), der den wirtschaftlichen Niedergang in Nordengland, insbesondere des Steinkohlebergbaus, thematisiert. Außerdem war sie Schauplatz mehrerer englischer Filme und TV-Serien.